# Ada de la Cruz
Ada Aimée De La Cruz Ramírez (Santo Domingo, 15 de junio de 1986) es una modelo, actriz y política dominicana. Ada fue Miss República Dominicana 2009 y participó en el Miss Mundo 2007, quedando entre las finalistas. Participó en Miss Universo 2009 y quedó como primera finalista.

## Primeros años
Ada nació en Santo Domingo, pero se crio en Villa Altagracia. Regresó a Santo Domingo a la edad de 14 años, vive con su madre Ana Martínez Ramírez, y sus abuelos Celeste Ramírez y Ventura Garabito, su hermano de Adrián y su prima pequeña .

## Miss República Dominicana
En 2007 compitió en el concurso de Miss Mundo 2007 y quedó semifinalista. Fue la primera dominicana en ganar el concurso de Miss World Beach Beauty. Ha participado en pasarelas internacionales, como Miami Fashion Week, New York Fashion Week, Dominicana Moda, entre otros. Es la segunda mujer de rasgos Africanos en ganar el concurso de belleza Miss República Dominicana después de Ruth Ocumárez en el 2002. 
Fue coronada Miss República Dominicana 2009, representando el lugar de origen de sus abuelos, la provincia de San José de Ocoa, el 23 de agosto de 2009 Ada de la Cruz quedó primera finalista del concurso Miss Universo 2009, siendo la primera en ganar este puesto representando a su país República Dominicana, su contrincante en la final.

## Miss República Dominicana Universo 2009
En este certamen de belleza nacional participaron más de 25 provincias de la república, la comunidad dominicana en Estados Unidos y el Distrito Nacional. Ada Aimeé fue en representación de la provincia San José de Ocoa, siendo así la primera mujer representante de esta provincia en coronarse Miss República Dominicana Universo. Al llegar, Ada (San José De Ocoa), fue elegida entre las 12 semifinalistas por su desempeño en las pruebas preliminares. De allí pasó las pruebas finales de: traje de Baño, en el que lució el traje de baño típico de dos piezas. Su cuerpo, glamour, equilibrio y porte, la hicieron merecedora de una excelente participación y de un puntaje de 9.564, siendo la merecedora también del primer lugar en esta pasarela; el traje de noche, fue la pasarela en la que destacó luego, confeccionado por Leonel Lirio (importante diseñador de moda de la República Dominicana), diseñado con un color blanco, textura subliminar y un escote perfectamente apropiado para quien lo lucía, obteniendo entonces un puntaje de 9.543, siendo entonces, la segunda de mejor pasarela en traje de noche, después de Sahoni Camarena, representante de la provincia San Cristóbal; así logró, Ada Aimée destacar de manera importante en las dos primeras pruebas finales, pasando a la etapa final entre las 6 finalistas para la pregunta final. En la pregunta final fue la última en ser llamada para responder, el juez Luis Arturo Cambucha es a quien le toca preguntarle, la pregunta seleccionada por este juez fue la siguiente: ¿crees tú que debemos legalizar el aborto en República Dominicana? y ¿por qué?... La respuesta de esta representante fue: Yo soy una persona que vengo de una familia muy creyente en Dios y así como Dios nos da la vida, sólo él tiene derecho a quitárnosla; yo creo que debemos respetar la vida de cada ser humano, porque no sabemos quien nos dice el día de mañana: Toma Estrecha mi mano, con esta respuesta fue merecedora de los aplausos del público y de la impresión de los jueces, quienes la evaluaron con un puntaje de 9.831 y también, al ser la de mayor puntaje en esta etapa, para que porte la corona de Miss República Dominicana Universo 2009 y que así pudo representar dicha patria en el certamen de Miss Universe 2009, obteniendo una participación muy destacada y el lugar de primera finalista.

## Después de su regreso
Después que retorno, del Miss Universe, actuó en la película de Alfonso Rodríguez Crimen con actores internacionales como Ving Rhames y Lisbeth Santos. También obtuvo un pequeño papel en la película Trópico de Sangre, película en que participaron actores como Michelle Rodriguez, Cesar Evora y Sergio Carlo. Ada mostró parte de su cuerpo al desnudo en una escena de la película. En el 2010 se postuló para vicealcaldesa del municipio de Santo Domingo Norte y ganó. Esto causó una gran polémica, ya que renunció a su título de Miss República Dominicana y Primera finalista en el Miss Universo. También participó en la película del director dominicano Archie López, junto a los comediantes Raymond Pozo y Miguel Céspedes en la película lotoman.